# 腰铺镇
腰铺镇，是中华人民共和国安徽省滁州市南谯区下辖的一个镇。

## 行政区划
腰铺镇下辖以下地区：
腰铺社区、担子社区、范桥村、二郎村、朱岗村、梅卜村、姑塘村、万桥村和东陈村。